# Судзуки, Кэйсукэ
Кэйсукэ Судзуки (яп. 鈴木 馨祐; род. 9 февраля 1977, Лондон) — японский политический и государственный деятель, министр юстиции (с 2024).

## Биография
Родился 9 февраля 1977 года в Лондоне, Англия, Великобритания.
Учился на юридическом факультете Токийского университета, который окончил в 1999 году со степенью в области права, после чего поступил на работу в Министерство финансов. Спустя некоторое время он стал сотрудником местного отделения налогового бюро в Фукуоке, после чего занял пост вице-консула в Нью-Йорке.
На парламентских выборах в сентябре 2005 года он выдвинул свою кандидатуру в Палату представителей Японии от «Либерально-демократической партии», одержав победу по результатам голосования. На парламентских выборах в августе 2009 года он предпринял попытку переизбрания, однако, не смог набрать необходимого числа голосов.
В декабре 2012 года ему всё-таки удалось вернуть своё депутатское кресло, а позднее он был назначен парламентским заместителем министра земли, инфраструктуры, транспорта и туризма. В августе 2016 года он возглавил молодёжное отделение партии, пробыв на этом посту до октября 2018 года. 
11 ноября 2024 года Судзуки получил портфель министра юстиции во втором кабинете Сигэру Исибы.